# 北川宣勝
北川 宣勝（きたがわ のぶかつ）は、安土桃山時代から江戸時代初期にかけての武将。豊臣秀頼の家臣。

## 略歴
伊達氏の家臣・浜田景隆の長男とされる。諸事情で伊達家を出奔、北川宣勝と名乗り、豊臣秀頼に仕える。
大坂冬の陣では大坂城八町目口を守って奮戦。秀頼より長宗我部盛親を指揮下に置くよう命ぜられるが、「私が盛親の下に付くのが道理」と固辞した。
大坂夏の陣では道明寺の戦い、天王寺・岡山の戦いで奮戦するも力及ばず。大坂城落城後は山川賢信と共に八幡滝本坊に隠れたが、寺に捜索の手が及ぶと、山川と揃って出頭投降した。命は助けられた。
大村藩の大村純頼に預けられたが、のち同藩に仕えた。大村扇状地の扇央部に位置する西大村から竹松にかけては手つかずの原野があり、放虎原と呼ばれていた。大村家では宣勝をここに住まわせていた。以降40年間も開拓に励み、人々は開拓の恩人として松田道獣の別名から道獣山の地名を残した。